# Rantasalmi
Rantasalmi er en kommune i landskabet Södra Savolax i Finland.
Rantasalmi har cirka 3.867 indbyggere og har et areal på 925,17 km2.
Rantasalmi er overvejende finsk (98,1%); kun 0,2% af indbyggerne taler svensk.
I kommunen findes byerne og egendommene Danaberg (fi. Välttilä), Freudenhof (fi. Ilohovi), Hiltula, Leislax (fi. Leislahti), Skogila (fi. Kuusela), Strandgård (fi. Rantakartano), Strömsholm och Södervik (fi. Rouhiala).